# Свети Јевстатије Плакида
Свети Јевстатије Плакида је био римски војсковођа у време царева Тита и Трајана. Плакида – како му је било име пре крштења, бјеше човјек праведан и милостив, сличан капетану Корнилију, којега је крстио апостол Петар.
Када је једном ишао у лов, он потјера јелена. Божијим промислом, међу роговима јелена се појави свијетли крст и Плакиди дође глас који га упућиваше да оде хришћанском свештенику и да се крсти. Плакида се крсти са својом женом и два сина и на крштењу он доби име Јевстатије, а његова жена Теопистија (Боговјерна), а њихови синови Агапије и Теoпист. Послије крштења Јевстатије отиде на оно исто мјесто гдје је преко јелена добио откривење, те клекнувши, заблагодари Богу што га је привео истини. У том су опет јави глас Господњи и предрече му страдање за Његово име и укријепи га.
Тада Јевстатије тајно напусти Рим са својом породицом, имајући намјеру да се повуче међу прост народ и да у непознатој и скромној средини послужи Богу.
Дошавши у Египат, одмах на њега навалише искушења. Неки зли варварин оте му жену, а оба сина ухватише му звјерови и однесоше. Но убрзо тај варварин погину, а дјецу му спасише чобани. Јевстатије се насели у египатском селу Вадисис и ту као сеоски најмник поживи петнаест година. Послије тога, нападоше варвари на римско царство, и цар Трајан жаљаше што му нема храброга војводе Плакиде, који је свуда гдје је ратовао односио побиједе.
Тада цар посла своја два војника да по цијелом царству траже великог војводу. По Божијем промислу, ти официри, некадашњи Јевстатијеви другови, нађу Јевстатија и доведу га цару. Јевстатије скупи војску и побједи варваре. На путу натраг у Рим, Јевстатије пронађе и своју жену и оба сина. Када стиже у Рим, цар Трајан бјеше умро, а умјесто њега цароваше Адријан. Када Адријан позва војводу Јевстатија да принесу жртве боговима, Јевстатије му рече да је он хришћанин. Цар га баци на муке заједно са женом и синовима, но како им звјерови ништа не нашкодише, бацише их у усијаног металног вола. Трећег дана извадише њихова тијела мртва, али неповријеђена од огња.